# Alfredo Foni
Alfredo Foni (Udine, 1911. január 20. – Lugano, 1985. január 28.) olimpiai és világbajnok olasz labdarúgó, hátvéd, edző.

## Pályafutása

### Klubcsapatban
1927 és 1929 között az Udinese, 1929 és 1931 között a Lazio, 1931 és 1934 között a Padova labdarúgója volt. Pályafutása jelentős részét 1934 és 1947 között a Juventus csapatánál töltötte, ahol az 1934–35-ös idényben bajnok, 1938-ban és 1942-ben olasz kupagyőztes lett az együttessel. Az 1948–49-es idényben a Chiasso játékosaként fejezte be az aktív labdarúgást.

### A válogatottban
1936 és 1942 között 23 alkalommal szerepelt az olasz labdarúgó-válogatottban. Tagja volt az 1936-os berlini olimpián és az 1938-as világbajnokságon aranyérmet nyert csapatnak.

### Edzőként
1947-ben a Venezia vezetőedzője volt. Az 1948–49-es idényben a Chiasso csapatánál játékos-edzőként tevékenykedett. 1949 és 1952 között egy-egy idényt dolgozott a Casale, a Pavia és a Sampdoria csapatainál. 1952 és 1955 között az Internazionale szakmai munkáját irányította és két bajnoki címet nyert a csapattal (1952–53, 1953–54). Közben 1954-től az olasz válogatott szövetségi kapitánya is volt. 1955-től főállásban egészen 1958-ig. Az 1958–59-es idényben a Bologna vezetőedzője volt. 1959 és 1961 között az AS Roma csapatánál tevékenykedett és 1960–61-ben vásárvárosok kupáját nyert az együttessel. 1961-ben rövid ideig az Udinese és a  Chiasso edzője volt. Az 1963–64-es idényben ismét az AS Roma trénere volt, majd 1964-ben elvállalta a svájci válogatott szövetségi kapitányi posztját. 1966-ban a svájci csapattal részt vett az angliai világbajnokságon, majd egy év múlva leköszönt posztjáról. 1968–69-ben ismét az Internazionale vezetőedzője volt. Ezt követően már csak rövid időszakokig dolgozott vezető edzőként. 1970-ben a svájci Bellinzona, 1972-ben a Mantova, majd 1973-ban és 1976-ban a svájci Lugano csapatánál tevékenykedett.

## Sikerei, díjai

### Játékosként
Olaszország
- Olimpiai játékok
  - aranyérmes: 1936, Berlin
- Világbajnokság
  - aranyérmes: 1938, Franciaország

 Juventus
- Olasz bajnokság (Serie A)
  - bajnok: 1934–35
- Olasz kupa (Coppa Italia)
  - győztes: 1938, 1942

### Edzőként
Internazionale
- Olasz bajnokság (Serie A)
  - bajnok: 1952–53, 1953–54

 AS Roma
- Vásárvárosok kupája
  - győztes: 1960–61